# Tridens nicorae
Tridens nicorae är en gräsart som beskrevs av Ana Maria Anton. Tridens nicorae ingår i släktet Tridens och familjen gräs. Inga underarter finns listade i Catalogue of Life.